# 坪内友定
坪内友定（つぼうち ともさだ、生没年不詳）は、室町時代 / 戦国時代ごろの武将。尾張国松倉城城主。本姓は藤原。官位は対馬守。

## 人物
友定は、加賀国の守護大名・富樫氏の末裔である坪内頼定の長男に生まれる。父は初め富樫頼定を名乗ったが、尾張国に赴き、坪内又五郎某の婿となり家号を継いで坪内氏を称した。その頼定の家を継ぎ、尾張国松倉城主となる。この松倉城を本拠とする坪内氏や前野氏、蜂須賀氏らで川並衆と呼ばれていた。松倉城は美濃国と尾張国の国境にあり、木曽川の洪水などの影響で国が変わることもしばしばあり、川並衆は美濃斎藤氏と尾張織田氏の戦いで有利な方について戦ったとされるが、父・頼定は犬山織田家の家臣であったため、友定は織田家に仕えていたとされる。家督は長男の坪内為定が継いだ。

## 坪内氏
藤原利仁流富樫氏族坪内氏は、藤原利仁と輔世王女の息子の藤原叙用の後裔で加賀国守護・安宅の関の関守の富樫左衛門泰家の子の富樫重光（庄太郎、藤三郎）の子である富樫親泰（庄次郎光忠）の後裔で友定の父である坪内頼定（時定）を始祖とする。坪内頼定が松倉城（現在は城跡を示す碑のみがある）を築城し城主となり始めて正式に坪内氏を称す。

## 系譜
- 祖父：富樫基定
- 父：坪内頼定
- 母：坪内以有娘
- 生母不明の子
  - 男子：坪内為定（初名坪内兼光）（後に前野時氏の養子となって前野為定を名乗る）
  - 男子：坪内勝定
  - 男子：坪内重定